# Кучин (район Вранов-над-Топлёу)
Кучин (словац. Kučín, венг. Alsóköcsény) — село и одноимённая община в округе Вранов-над-Топлёу Прешовского края Словакии.

## История
Впервые упоминается в 1315 году.
В селе есть римо-католический костел с конца XIV века.

## Население
| Год:                | 1994 | 2004     | 2014    | 2024    |
| ------------------- | ---- | -------- | ------- | ------- |
| Количество человек: | 399  | 493      | 525     | 536     |
| Разница:            |      | +23,55 % | +6,49 % | +2,09 % |

Национальный состав населения (по данным последней переписи населения 2001 года):
- словаки — 100,0%

Состав населения по принадлежности к религии состоянию на 2001 год:
- римо-католики — 96,51%
- протестанты — 2,22%
- греко-католики — 1,27%